# Нозьма (приток Сухоны)
Нозьма — река в России, протекает по Междуреченскому району Вологодской области. Устье реки находится в 454 км от устья Сухоны по правому берегу. Длина реки составляет 25 км.
Исток находится рядом с деревней Олехово (Сельское поселение Старосельское) в 20 км к юго-западу от райцентра — села Шуйское. Нозьма течёт сначала на север, затем на запад, на ней расположены деревни Подлесное, Фролово, Новая и Ноземские Исады (Сельское поселение Старосельское). Крупнейший приток — Сонбарь (2 км от устья по левому берегу).

## Данные водного реестра
По данным государственного водного реестра России относится к Двинско-Печорскому бассейновому округу, водохозяйственный участок реки — Северная Двина от начала реки до впадения реки Вычегда, без рек Юг и Сухона (от истока до Кубенского гидроузла), речной подбассейн реки — Сухона. Речной бассейн реки — Северная Двина.
Код объекта в государственном водном реестре — 03020100312103000007032.